# Cheerleader (Boro)
Cheerleader è un singolo del rapper italiano Boro, pubblicato il 1º dicembre 2023 come primo estratto dal primo album musicale da solista di Boro Bendicion.  Il brano è stato realizzato con la collaborazione del rapper italiano MamboLosco.

## Tracce
1. Cheerleader (feat. MamboLosco) – 2:43